# Elena Hrenova
Elena Hrenova (14 de enero de 1950 - 22 de noviembre de 2020) fue una política moldava que de 2014 a 2019 se desempeñó como miembro del Parlamento moldavo en representación del Partido Socialista de la República de Moldavia (PSRM). Fue miembro de la Comisión Parlamentaria de Protección Social, Salud y Familia. Anteriormente, entre 2011 y 2015, fue concejal en el Concejo Municipal de Chisináu.

## Biografía
En las elecciones parlamentarias de noviembre de 2014, Hrenova se postuló para el puesto de diputado en el puesto 20 en la lista del PSRM, obteniendo el mandato de diputado en el Parlamento moldavo para la 20.ª legislatura.
Hasta el 29 de noviembre de 2012, fue miembro del Partido de los Comunistas de la República de Moldavia, cuando abandonó los comunistas y se unió a la facción del Partido de los Socialistas de la República de Moldavia en el consejo municipal. Dimitió como concejal en enero de 2015, en relación con la incompatibilidad de cargos.
Hrenova también fue la organizadora y presidenta de la asociación pública "Equitate". Hrenova no sabía rumano y sólo hablaba ruso en el parlamento.
El 22 de noviembre de 2020, Hrenova falleció a causa del COVID-19.